# Полюс, Пьер
Барон Пьер Полюс де Шатле (фр. Pierre Paulus de Châtelet; 16 марта 1881, Шатле (Бельгия), Эно — 17 августа 1959, Брюссель) — бельгийский художник-экспрессионист, валлон по национальности. Учился живописи у своего отца.

## Персона
Наиболее известен как автор «смелого петуха» (фр. Le Coq Hardi), принятого 3 июля 1913 года Ассамблеей Валлонии в качестве национального флага; среди других известных творений — пейзажи промышленных районов Брюсселя и картины, на которых изображена повседневная жизнь валлонских рабочих и шахтёров.
Он получил известность во время выставки валлонского искусства в Шарлеруа в 1911 году. В годы Первой мировой войны работал фронтовым художником, в межвоенный период организовал несколько выставок в Европе и в США. В муниципалитете Сен-Жиль, где Полюс жил долгое время, в его честь назван парк.